# Kaplica grobowa w Orzeszkowie-Kolonii
Kaplica grobowa w Orzeszkowie-Kolonii – prawosławna kaplica grobowa rodziny Tollów z 1885 r. w Orzeszkowie-Kolonii (3 km od centrum Uniejowa) w powiecie poddębickim, wpisana do rejestru zabytków nieruchomych województwa łódzkiego.
Świątynia znajduje się na terenie dekanatu Łódź diecezji łódzko-poznańskiej Polskiego Autokefalicznego Kościoła Prawosławnego.

## Historia

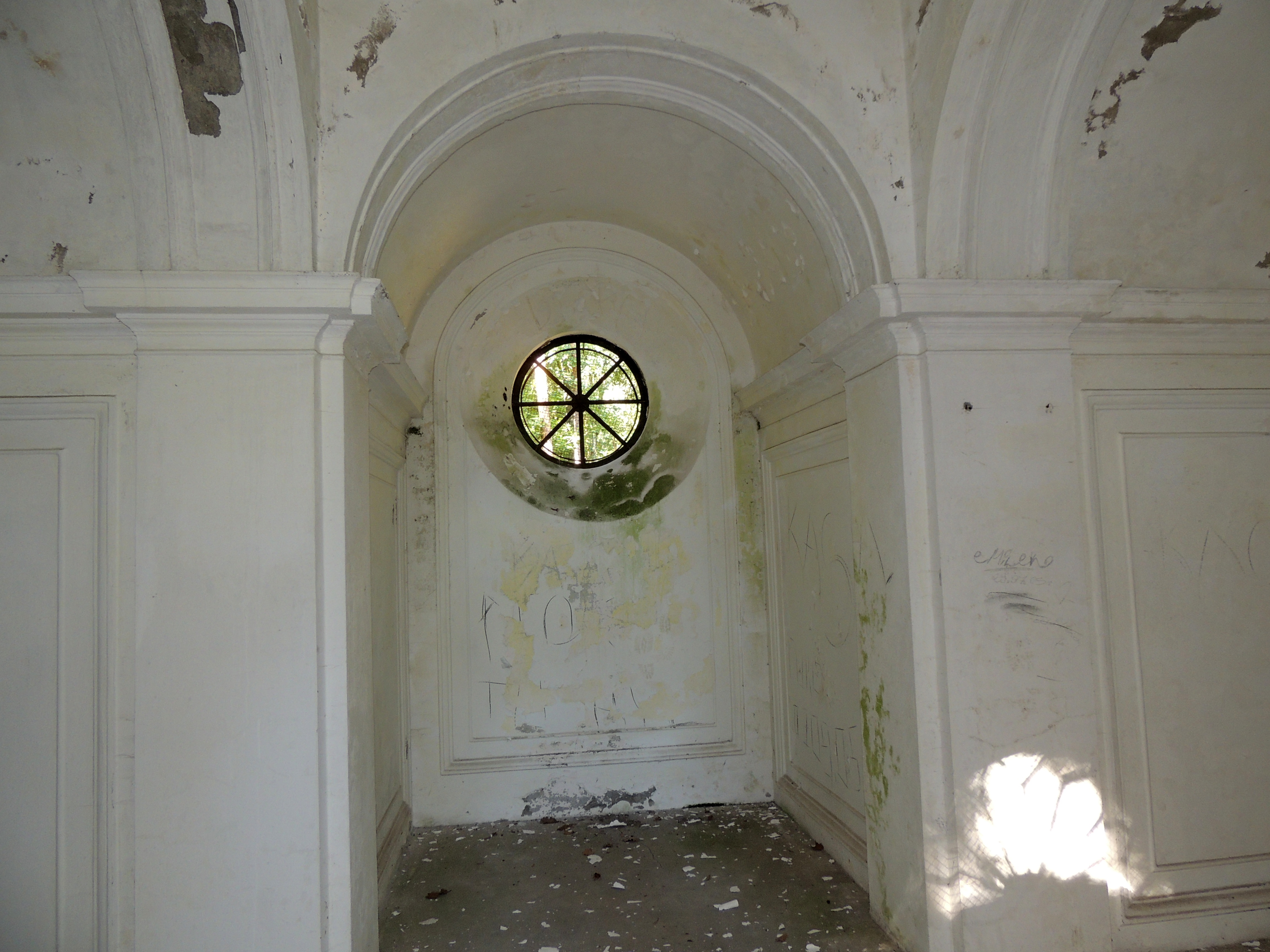
Fragment wnętrza parteru kaplicy (2013)

Obiekt został wzniesiony w prawdopodobnie 1885 r. (taka data widnieje na elewacji budynku) na terenie cmentarza w Orzeszkowie-Kolonii z inicjatywy właściciela majątku położonego w pobliżu Uniejowa, hrabiego Aleksandra Tolla. W krypcie kaplicy pochowano fundatora (zm. 1892), jego żonę Annę z von Loeben Tollową oraz pierwszą żonę ich syna Sergiusza, Wandę. W 1945 pozostałości trumien i zwłok zakopano w pobliżu kaplicy, po stronie zachodniej. Zdewastowana kaplica została odnowiona w latach 1988–1990 dzięki zaangażowaniu konserwatora zabytków z Konina, po wpisaniu jej w 1987 r. do rejestru zabytków ówczesnego województwa konińskiego. Przez następne lata obiekt niszczał i ponownie wymagał rewitalizacji, która została przeprowadzona pomiędzy 2016 a 2017 rokiem. Właścicielem kaplicy jest Urząd Miasta i Gminy Uniejów.

## Architektura
Kaplica została zbudowana w stylu neobizantyjskim na planie krzyża greckiego, z pojedynczą kopułą otoczoną czterema sterczynami z krzyżami, zwieńczoną krzyżem prawosławnym. Obiekt parterowy z podpiwniczeniem wykorzystywanym jako krypta, do której prowadzą zewnętrzne schody. Elewacja otynkowana, udekorowana płycinami, pilastrami oraz gzymsami. Budynek posadowiono na boniowanym cokole. Wejście do obiektu usytuowane od wschodu prowadzi przez ganek ze skromnym portalem.
Powierzchnia użytkowa kaplicy wraz z kryptą wynosi 32,8 m², powierzchnia zabudowy 55,62 m², a kubatura 327 m³.
Według wspomnień Władysława Szuszkiewicza we wnętrzu znajdował się biały ołtarz i stojące na nim lichtarze oraz wiszący obraz. Współcześnie (stan na 2017 r.) krypta i parter kaplicy pozostają puste.